# Lliga de les Nacions de la UEFA 2018-19 - Lliga B
La Lliga B de les Nacions de la UEFA 2018-19 va ser la segona divisió de l'edició 2018-19 de la Lliga de les Nacions de la UEFA, la temporada inaugural de la competició internacional de futbol en què participen les seleccions nacionals masculines de les 55 federacions membres de la UEFA.

## Format
La Lliga B estava formada per 12 membres de la UEFA classificats del 13 al 24, dividits en quatre grups de tres. Els guanyadors de cada grup van ascendir a la Lliga de les Nacions de la UEFA 2020-21 A. L'equip tercer classificat de cada grup havia de descendir inicialment a la Lliga de les Nacions de la UEFA 2020-2021 C, però es va mantenir a la Lliga B després de la UEFA. reformateig dels grups de la propera edició.
A més, a la Lliga B se li va assignar una de les quatre places restants a l'Eurocopa 2020 de la UEFA. Quatre equips de la Lliga B que encara no s'havien classificat per a la final del Campionat d'Europa van competir als play-off de cada divisió, que es van jugar a l'octubre i novembre de 2020. Els llocs de play-off es van assignar primer als guanyadors del grup, i si n'hi hagués. dels guanyadors del grup ja s'havien classificat per a la final de l'Eurocopa, després per al següent equip millor classificat de la divisió, etc. Si a la Lliga B hi havia menys de quatre equips que encara no s'havien classificat per a la final de l'Eurocopa, el joc- els amarradors s'assignaran mitjançant un dels dos mètodes. Si la Lliga B tingués un guanyador del grup seleccionat per als play-off, es seleccionaria el següent millor equip de la classificació general d'una lliga inferior. Si la Lliga B no tingués cap guanyador del grup disponible, es seleccionaria el millor equip de la classificació general. Els play-offs van consistir en dues semifinals "únices" (equip millor classificat contra quart equip millor classificat i segon equip millor classificat vs tercer equip millor classificat, jugades a casa dels equips de millor classificació) i una final "única" entre els dos guanyadors de les semifinals (el lloc es va sortejar per endavant entre les semifinals 1 i 2).

### Sorteigs
Els equips es van assignar a la Lliga B segons els seus coeficients d'equips nacionals de la UEFA després de la finalització de la fase de grups de classificació per a la Copa del Món de la FIFA 2018 l'11 d'octubre de 2017. Els equips es van dividir en tres pots de quatre equips, ordenats en funció del seu coeficient de selecció de la UEFA. Els pots de sembra per al sorteig es van anunciar el 7 de desembre de 2017.
El sorteig de grups va tenir lloc al SwissTech Convention Center a Lausana, Suïssa, el 24 de gener de 2018, a les 12:00 CET. Per motius polítics, Rússia i Ucraïna no van poder formar part del mateix grup (a causa de la intervenció militar russa a Ucraïna).

## Grup 1

### Classificació
| Equip      | Pts | PJ | PG | PE | PP | GF | GC | DG |
| ---------- | --- | -- | -- | -- | -- | -- | -- | -- |
| Ucraïna    | 9   | 4  | 3  | 0  | 1  | 5  | 5  | 0  |
| Txèquia    | 6   | 4  | 2  | 0  | 2  | 4  | 4  | 0  |
| Eslovàquia | 3   | 4  | 1  | 0  | 3  | 5  | 5  | 0  |

### Partits
| Txèquia   | 1–2 | Ucraïna                             |
| --------- | --- | ----------------------------------- |
| Schick 4' |     | 45+1' Konoplianka · 90+3' Zíntxenko |

| Ucraïna             | 1–0 | Eslovàquia |
| ------------------- | --- | ---------- |
| Iarmòlenko 80' (p.) |     |            |

| Eslovàquia | 1–2 | Txèquia                   |
| ---------- | --- | ------------------------- |
| Hamsik 62' |     | 52' Krmenčík · 76' Schick |

| Ucraïna          | 1–0 | Txèquia |
| ---------------- | --- | ------- |
| Malinovs'kyj 43' |     |         |

| Eslovàquia | 4–1 | Ucraïna |
| ---------- | --- | ------- |
| Gol        |     | 57'     |

| Txèquia    | 1–0 | Eslovàquia |
| ---------- | --- | ---------- |
| Schick 32' |     |            |

## Grup 2

### Classificació
| Equip   | Pts | PJ | PG | PE | PP | GF | GC | DG |
| ------- | --- | -- | -- | -- | -- | -- | -- | -- |
| Suècia  | 7   | 4  | 2  | 1  | 1  | 5  | 3  | +2 |
| Rússia  | 7   | 4  | 2  | 1  | 1  | 4  | 3  | +1 |
| Turquia | 3   | 4  | 1  | 0  | 3  | 4  | 7  | -3 |

## Grup 3

### Classificació
| Equip                | Pts | PJ | PG | PE | PP | GF | GC | DG |
| -------------------- | --- | -- | -- | -- | -- | -- | -- | -- |
| Bòsnia i Hercegovina | 10  | 4  | 3  | 1  | 0  | 5  | 1  | +4 |
| Àustria              | 7   | 4  | 2  | 1  | 1  | 3  | 2  | +1 |
| Irlanda del Nord     | 0   | 4  | 0  | 0  | 4  | 2  | 7  | -5 |

### Partits
| Irlanda del Nord | 1–2 | Bòsnia i Hercegovina     |
| ---------------- | --- | ------------------------ |
| Grigg 90+3'      |     | 36' Duljević · 64' Sarić |

| Bòsnia i Hercegovina | 1–0 | Àustria |
| -------------------- | --- | ------- |
| Džeko 78'            |     |         |

| Àustria        | 1–0 | Irlanda del Nord |
| -------------- | --- | ---------------- |
| Arnautović 71' |     |                  |

| Bòsnia i Hercegovina | 2–0 | Irlanda del Nord |
| -------------------- | --- | ---------------- |
| Džeko 27', 73'       |     |                  |

| Àustria | 0–0 | Bòsnia i Hercegovina |
| ------- | --- | -------------------- |
|         |     |                      |

| Irlanda del Nord | 1–2 | Àustria                     |
| ---------------- | --- | --------------------------- |
| Evans 57'        |     | 49' Schlager · 90+3' Lazaro |

## Grup 4

### Classificació
| Equip     | Pts | PJ | PG | PE | PP | GF | GC | DG |
| --------- | --- | -- | -- | -- | -- | -- | -- | -- |
| Dinamarca | 8   | 4  | 2  | 2  | 0  | 4  | 1  | +3 |
| Gal·les   | 6   | 4  | 2  | 0  | 2  | 6  | 5  | +1 |
| Irlanda   | 2   | 4  | 0  | 2  | 2  | 1  | 5  | -4 |

### Partits
| Gal·les                                           | 4–1 | Irlanda |
| ------------------------------------------------- | --- | ------- |
| Lawrence 6' · Bale 18' · Ramsey 37' · Roberts 55' |     |         |

| Dinamarca             | 2–0 | Gal·les |
| --------------------- | --- | ------- |
| Eriksen 32', 63' (p.) |     |         |

| Irlanda | 0–0 | Dinamarca |
| ------- | --- | --------- |
|         |     |           |

| Irlanda | 0–1 | Gal·les   |
| ------- | --- | --------- |
|         |     | 58' Wilso |

| Gal·les  | 1–2 | Dinamarca                       |
| -------- | --- | ------------------------------- |
| Bale 89' |     | 42' Jørgensen · 88' Braithwaite |

| Dinamarca | 0–0 | Irlanda |
| --------- | --- | ------- |
|           |     |         |